# Faro de Cabo Sept
El faro del Cabo Sept es un faro situado en el Cabo Sept, a 62 kilómetros de la ciudad de Cabo Bojador, en el Sahara Occidental. Está gestionado por la autoridad portuaria y marítima del Ministère de l'équipement, du transport, de la logistique et de l'eau.

## Características
Se trata de un faro en una torre cilíndrica realizada en hormigón, de color blanco con rayas horizontales negras.